# Leopoldo Felipe de Arenberg
Leopoldo Felipe de Arenberg (14 de octubre de 1690 - 4 de marzo de 1754) fue el 4.º Duque de Arenberg, 10.º Duque de Aarschot y un Mariscal de campo austriaco.

## Biografía
Leopoldo Felipe era el hijo del Duque Felipe Carlos de Arenberg, quien cayó en la Batalla de Slankamen contra los turcos el 19 de agosto de 1691, cuando Leopoldo Felipe tenía solo un año de edad.
Luchó en la Guerra de Sucesión Española en 1706, incluyendo la batalla de Malplaquet y en la Guerra austro-turca de 1716-18 como Mayor General en Hungría. Se distinguió durante la Batalla de Belgrado, liderando la infantería en el ala derecha.
En 1718, se convirtió en gobernador de Hainaut en los Países Bajos Austriacos.
Cuando estalló la Guerra de Sucesión Polaca contra los franceses, sirvió de nuevo a las órdenes de Eugenio de Saboya en el Rin. Se convirtió en Mariscal de Campo en 1737 y fue elegido Comandante Supremo de las fuerzas austriacas en los Países Bajos.
Durante la Guerra de Sucesión Austriaca, forjó una alianza militar entre Austria, Gran Bretaña y los Países Bajos. Lideró el Ejército austriaco en la Batalla de Dettingen.
Después de la guerra retornó a la gobernación de Hainaut y murió en 1754 en su Palacio de Arenberg en Heverlee.
Era un defensor de la ciencia, amigo de Voltaire y mecenas de Jean-Jacques Rousseau.
Contrajo matrimonio el 20 de marzo de 1711 con Marie-Françoise Pignatelli, princesa de Bisaccia y condesa d'Egmont.
Tuvieron seis hijos, entre ello Carlos María Raimundo, 5.º Duque de Arenberg (1754-1778). Otra hija fue María Victoria Paulina de Arenberg, esposa del Margrave Augusto Jorge Simpert de Baden-Baden. Una tercera hija, María Flora, fue la esposa del Conde Juan Carlos José de Merode, Marqués de Deynze. Conjuntamente con este yerno y el Duque de Ursel, Leopoldo se convirtió en uno de los codirectores del Teatro de la Moneda entre 1750-1752.